# ستانلي بينهام
ستانلي بينهام (بالإنجليزية: Stanley Benham)‏ هو متزلج جماعي أمريكي، ولد في 21 ديسمبر 1913 في ليك بلاسيد في الولايات المتحدة، وتوفي في 22 أبريل 1970 في ميامي في الولايات المتحدة.

## وصلات خارجية
- ستانلي بينهام على موقع اللجنة الأولمبية الدولية (الإنجليزية)
- ستانلي بينهام على موقع أوليمبيديا (الإنجليزية)